# Chomejního mauzoleum
Chomejního mauzoleum (persky آرامگاه سید روح‌الله خمینی) je mauzoleum na okraji Teheránu. Jsou v něm umístěny hroby Rúholláha Chomejního a Ahmada Chomejního. Stavba mauzolea začala v roce 1989, po smrti Rúholláha Chomejního, a zatím není dokončená. Blízko mauzolea se nachází hřbitov Behešt-e Zahrá.